# Geotrogus sicelis
Geotrogus sicelis är en skalbaggsart som beskrevs av Blanchard 1851. Geotrogus sicelis ingår i släktet Geotrogus och familjen Melolonthidae. Inga underarter finns listade i Catalogue of Life.